# Verbalphrase
Verbalphrase (Symbol VP) bezeichnet in der Linguistik eine Phrase, also eine abgeschlossene syntaktische Einheit, deren sogenannter Kopf oder Kern ein Verb ist.

## Aufbau
Zu einer vollständigen Verbalphrase gehören neben dem Verb noch die Ergänzungen (= Argumente) des Verbs, optional können weitere freie Angaben wie adverbiale Bestimmungen dazukommen. Verschiedene syntaktische Modelle unterscheiden sich darin, ob das Subjekt Bestandteil der Verbalphrase ist oder außerhalb steht, offenbar besteht hierin auch ein Unterschied zwischen den Grammatiken verschiedener Sprachen, oder zwischen verschiedenen Konstruktionen innerhalb einer Sprache.

## Richtungsparameter
In der Verbindung eines Verbs und seines Objekts ergeben sich zwei grundlegende Sprachtypen, je nachdem, ob das Verb als Phrasenkopf vor dem Objekt steht, so bei den VO-Sprachen wie etwa den romanischen Sprachen oder dem Englischen, oder aber danach, also bei den OV-Sprachen wie etwa der türkischen Sprache oder dem Deutschen. Bezogen auf den lateinischen Schriftverlauf spricht man auch von einer linksköpfigen VP, wie für die romanischen Sprachen typisch, oder einer rechtsköpfigen VP, wie für das Deutsche. Diese Richtungsverhältnisse in der Verbalphrase weisen oft Korrelationen mit der Anordnung von Kopf und Ergänzung in anderen Phrasen einer Sprache auf, sie dienen daher zur Benennung ganzer Sprachtypen. 

## Finitheit und Infinitheit
Grammatiktheorien unterscheiden sich darin, ob finite Verben der Kopf einer Verbalphrase sein können.  Dependenzgrammatiken erkennen nur infinite Verbalphrasen als Konstituenten an. In der generativen Grammatik (z. B. der Government-Binding Theorie) wird die Finitheit als eigener syntaktischer Kopf ausgelagert (Aux oder Inflection), die Verbalphrase ist daher weder finit noch infinit, sondern wird dies erst in der syntaktischen Komposition. Für das Deutsche wird in neueren Arbeiten meist vorgeschlagen, dass das finite Verb den Kopf einer dann finiten Verbalphrase darstellen kann, die im Feldermodell des deutschen Satzes das Mittelfeld mit der rechten Satzklammer umfasst.

### Nachweis infiniter Verbalphrasen
Ein infinites Verb ist ein Verb ohne Markierungen für Person, Numerus, Modus, oder Tempus, das stattdessen eine der drei Infinitiv-Varianten des Deutschen aufweist. Kandidaten für eine infinite Verbalphrase sind dann Kombinationen aus solch einem infiniten Verb und den sinngemäß dazugehörenden Ergänzungen. Da es mehrere infinite Verben in einem Satz geben kann, gibt es auch mehrere Möglichkeiten, infinite Verbalphrasen abzuteilen. In den folgenden Sätzen ist jedes Mal das infinite Verb unterstrichen und die infrage kommende zugehörige Wortfolge fettgedruckt – man beachte, dass in diesem ersten Schritt zunächst nur Kandidaten für die Identifizierung einer Phrase benannt sind, die Grammatik der deutschen Verbalphrase ist jedoch in Wirklichkeit komplizierter.
Ich will eure Hände sehen.
Sie werden schon alles versucht haben. – Hilfsverb mit zugehörigem Vollverb; einfacher Infinitiv als infinite Verbform
Sie werden alles versucht haben. –Im vorhergehenden Beispiel enthalten: Kombination mit Partizip Perfekt als infiniter Verbform, mit direktem Objekt
Das ist mehrmals gesagt worden. – Sonderform des Partizip Perfekt als Kopf
Das ist mehrmals gesagt worden. – Im vorhergehenden Beispiel enthalten
Sie weigern sich, mehr zu lesen. – Zu-Infinitiv als infinite Verbform
Obwohl infinite Verbalphrasen in der traditionellen Grammatik nicht als Satzglieder anerkannt werden, verhalten sie sich genauso wie klassische Satzglieder, da sie als ganze den Satzanfang bilden können, das heißt, das Vorfeld vor dem finiten Verb besetzen können. Dieses Charakteristikum ist wichtig, insofern als es infinite Verbalphrasen von den finiten Verbalphrasen unterscheidet. Beispiele:
Eure Hände sehen will ich.
Alles versucht werden sie schon haben.
Alles versucht haben werden sie wohl nicht.
Mehr zu lesen weigern sie sich.
Diese Beispiele demonstrieren also die Existenz infiniter Verbalphrasen im Deutschen. Eine Besonderheit des deutschen Satzbaus ist jedoch, dass die Infinitive im Mittelfeld des Satzes (also die erste Beispielgruppe) eine andere Gliederung aufweisen können (nicht müssen), nämlich in das traditionell so genannte mehrteilige Prädikat und das sogenannte Kohärenzfeld, in dem sich alle Ergänzungen aller Verben gemeinsam wiederfinden. Siehe für Einzelheiten den Artikel Kohärente Konstruktion. Wie dort genauer dargestellt, existieren im Deutschen zwei Arten von Infinitivkonstruktionen, nämlich neben dem kohärenten auch der satzwertige Infinitiv (ein infiniter Nebensatz). Im Vorfeld des deutschen Satzes treten beide Typen auf (im Nachfeld dagegen nur satzwertige Infinitive). Der zu-Infinitiv des vierten Beispiels oben ist also ein infiniter Nebensatz (der aus einer infiniten VP aufgebaut wird), die anderen Beispiele jedoch sind reine VPs.

### Finite Verbalphrase als Konstituente?
Die Annahme der finiten Verbalphrase als syntaktischer Einheit entstammt dem amerikanischen Strukturalismus. Diese Tradition der Grammatik geht von der Zweiteilung des Satzes aus. Der Satz besteht aus einer Nominalphrase (NP) als Subjekt und einer Verbalphrase (VP) als Prädikat. Die Zweiteilung findet am deutlichsten in der ersten Phrasenstrukturregel der Phrasenstrukturgrammatik von Noam Chomsky (1957) Ausdruck: S → NP VP. Diese Zweiteilung, die ursprünglich aus Arbeiten über das Englische stammt, wird auch in neueren Lehrbüchern noch manchmal für Darstellungen des Deutschen benutzt; diese Analyse ist jedoch für das Deutsche nicht korrekt, siehe hierzu ausführlich im Artikel V2-Stellung. Die folgenden Bäume sind hypothetisch und dienen nur zur Veranschaulichung der für das Englische genannten Analyse: 
Diese Sätze werden je in zwei Teile eingeteilt. Satz a besteht aus der NP die Leute und der finiten VP verstehen kein Wort und Satz b aus der NP bzw. dem (ein Nomen vertretenden) Pronomen ich und der finiten VP will eure Hände sehen. Nach dieser Zweiteilung handelt es sich bei der finiten Verbalphrase um eine Konstituente. Diese Ansicht der Satzstruktur ist zu einem festen Aspekt der Konstituentengrammatiken geworden (wenngleich spätere Theorievarianten zu einer Aufspaltung zwischen der VP im engeren Sinn und einer „inflectional phrase“ führten).
Lucien Tesnière, Urheber der modernen Dependenzgrammatiken, kritisierte bereits die ursprüngliche Zweiteilung des Satzes. Anstelle einer Zweiteilung in Subjekt und Prädikat setzte er das finite Verb an die Wurzelposition des Satzes und ließ die anderen Satzglieder von dieser Wurzel abhängen. Moderne Dependenzgrammatiken analysieren die obigen zwei Sätze wie folgt:
Da die finiten Teile verstehen kein Wort und eure Hände sehen in diesen Bäumen nicht als komplette Teilbäume vorhanden sind, gelten sie nicht als Konstituenten, was wiederum bedeutet, dass sie keine Phrasen sind. Wenn man in solchen Fällen eine Verbalphrase anerkennen will, muss man so jeweils den ganzen Satz als Phrase anerkennen. In der Praxis aber zieht man bei solchen Einheiten den Terminus „Satz“ dem der „Verbalphrase“ vor. Dies führt dazu, dass Dependenzgrammatiken finite Verbalphrasen einfach ablehnen.
Infinite Verbalphrasen allerdings sind sowohl in Konstituentengrammatiken als auch in Dependenzgrammatiken Konstituenten. Dieser Sachverhalt ist in den b-Bäumen zu erkennen, wo eure Hände sehen jeweils als kompletter Teilbaum und daher als Konstituente gilt.